# Publi Matiè
Publi Matiè (en llatí Publius Matienus) va ser un tribú militar de l'exèrcit de Publi Escipió.
Va ser enviat juntament amb Marc Sergi, un altre tribú militar, davant el governador (propretor) de Rhegium, Quint Plemini, per a ordenar-li de cooperar en la conquesta de Locri. Després de la conquesta de la ciutat els soldats dels tribuns i els de Plemini es van enfrontar i quan Plemini estava a punt de ser derrotat va ordenar l'execució dels dos tribuns, que van ser rescatats pels seus propis soldats que colpejarien a Plemini. Un dies després Escipió va investigar els fets i li va donar la raó a Plemini, tot seguit va fer empresonar els tribuns (als què va decidir enviar a Roma, al senat, carregats de cadenes). Plemini no es va donar per satisfet i quan Escipió va tornar a Sicília va fer matar els dos tribuns amb les més cruels tortures i ni tan sols va permetre enterrar els seus cossos.